# やす丸・みどり
やす丸・みどりはグリーンマーケットオフィス所属の1994年に結成された、関東では珍しい夫婦漫才コンビ。やす丸が、やす丸本人と、自身の母親役の二役早変わりで、妻みどりと進行する、「夫婦+嫁姑漫才」が持ちネタ。俳優業、番組MC、ラジオパーソナリティー等もこなすマルチユニット。
自身の介護経験等を経て生まれた、「夫婦+嫁姑漫才」が人気で、高齢者のアイドルとして、全国の高齢者介護施設などの慰問を、ライフワークとしている。

## メンバー
- 白坂 やす丸（本名:白坂 育之。1956年3月13日 - ）

福島県出身。中央大学卒業。デビュー当時の芸名は「キャベツ白坂」。
テレビ朝日「テレビ演芸」で話題となり、コメディアン、喜劇俳優として、ドラマ、映画、舞台等で活躍。自身主宰の劇団「キャベツ笑劇場」「東京グリーンマーケット」を経て、「やす丸・みどり」を結成。現在もそのユニークな個性で俳優業もこなす。
- あさつき みどり（本名:白坂 みどり。1962年5月21日 - ）

東京都出身。東京都立石神井高等学校卒業後、宝田芸術学園にて芸能全般を学ぶ。花柳流名取で、日舞の腕を評価され、五木ひろしショーで相手役をつとめ、時代劇等で活躍。幼少期を過ごした大阪時代に憧れた、お笑いの道を再び目指して「東京グリーンマーケット」に入団「やす丸・みどり」として、念願の漫才デビューを果たす。Eテレをはじめとし、MCとしても活躍中。

## 出演

### テレビ
- テレビ東京 超光戦士シャンゼリオン（キャベツ白坂）
- TUF　ぐるっと福島見聞録（白坂やす丸）

- NHK　大河ドラマ
- KFB　でんきくらげとしびれふぐ（※ でんくらテレビショッピング担当）
- Eテレ　はじめよう英会話（※ あさつきみどり、のみ）

- Eテレ　新・はじめよう英会話
- TUF　ぐるっと福島初笑い!
- CX　　渥美清のああ、青春日記（1997年9月24日）（キャベツ白坂）
- CX　　北野タレント名鑑
- KFB　住宅購入大作戦！

- QVCチャンネル　　　　　他　ドラマ多数

### ラジオ
- ショーアップナイターフラッシュ（ニッポン放送）
- IKKOのなになになぁに〜!?（ニッポン放送、※ あさつきみどり、のみ）

- FM会津

### ビデオ
- パナホーム家を建てたい!

- MAX郡山
- エステー化学
- ミツカン　　　　他　企業ビデオ多数

### CM
- 東京インテリアMAX郡山・やす丸家の予算案
- （MAX郡山CMはメインキャラクターとして多数出演）

- 福島県牛乳普及協会
- JA福島・福島牛
- パチンコスタジアム・ベガスベガス　他多数

### イベント
- 福島ガス・試してガス展

- 東京モーターショー
- 冷凍空調興業展HVAC&R

- 会津若松市・市政百年楽市楽座
- JA祭　他企業イベント多数